# 赵雷 (演员)
赵雷（1928年—1996年6月24日），香港电影演员。本名王育民，早年在北京度过，1947年移居香港，6年后进入邵氏兄弟公司。主要饰演古装片，曾与林黛、李麗華、尤敏、樂蒂、張仲文、穆虹、鍾情、李香蘭、林翠等女星合作。
他於1959年所主演《江山美人》中的正德皇帝，因而一举成名，并获得第6屆亚洲影展最佳男主角。此后又出演《倩女幽魂》（1960）、《白蛇传》(1962)、《武则天》（1963）、 《西太后与珍妃》（1964）、《王昭君》（1964）、《玉堂春》（1964）、 《金玉奴》（1965）、《扇中人》（1967）等片。之后应李翰祥邀请到台湾发展，凭《西施》（1966）中的表演获得金马奖影帝。后弃影从商，偶尔也出来客串。 （页面存档备份，存于）